# Who's That Girl (banda sonora)
Who's That Girl: Original Motion Picture Soundtrack es la primera banda sonora de la cantante y compositora estadounidense Madonna, publicado para promocionar la película del del mismo nombre, dirigida por James Foley y estelarizada por la cantante y el actor Griffin Dunne. Contiene nueve canciones en total, cuatro de ellas coescritas e interpretadas por Madonna y el resto por los artistas Scritti Politti, Duncan Faure, Club Nouveau, Coati Mundi y Michael Davidson. Tras el éxito de la película Desperately Seeking Susan (1985), coprotagonizada por la cantante, esta actuó en una comedia screwball titulada Who's That Girl sobre una mujer llamada Nikki Finn a quien se le acusa de un homicidio que no cometió. Sin embargo, debido al fracaso crítico y comercial que supuso su último filme, Shanghai Surprise (1986), los ejecutivos de Warner Bros. se mostraron reacios en un principio a dar luz verde al proyecto, pero más tarde aceptarían la propuesta luego de que la intérprete los convenciera de que estaba a la altura del papel.
Para el disco, Madonna contactó a Patrick Leonard y Stephen Bray, con quienes había compuesto y producido su anterior álbum de estudio, True Blue (1986). Con el primero, compuso la canción homónima, que continúa con la temática latina iniciada en «La isla bonita», y «The Look of Love», una balada con un sonido «atmosférico» comparada con su anterior sencillo, «Live to Tell» (1986). Junto con Bray, grabó otras dos canciones para el filme: «Causing a Commotion», inspirada en la relación con su entonces esposo Sean Penn, y «Can't Stop», con influencias del sonido Motown de los años 1960, especialmente de las obras de las bandas Four Tops y Martha and the Vandellas. Pese a que interpretó solo cuatro de las nueve canciones, sumado a que su nombre y su rostro aparecen en la portada, Who's That Girl ha sido comercializado como un álbum de Madonna.
Editado en vinilo, casete y disco compacto, la banda sonora salió a la venta el 17 de julio de 1987 en Europa y Oceanía y cuatro días después en Estados Unidos a través de las compañías Sire y Warner Bros. Records. En términos generales, obtuvo reseñas variadas de los críticos y periodistas musicales: aunque resaltaron que había sido el aspecto más importante de la película, las críticas negativas se encaminaron hacia el trabajo de los artistas invitados en el álbum y a las canciones de Madonna, que sintieron que no difería de sus anteriores sencillos y no representaban un trabajo destacable en su discografía. Desde el punto de vista comercial, alcanzó la primera posición en Alemania, Argentina, Italia y Países Bajos, así como en la lista European Hot 100 Albums, y estuvo entre los diez primeros puestos en Austria, Canadá, Croacia, España, Estados Unidos, Finlandia, Francia, Islandia, Japón, Noruega, Nueva Zelanda, Reino Unido, Suecia y Suiza. En total, ha vendido seis millones de copias en todo el mundo.
Como parte de la promoción del álbum, se publicaron cinco sencillos comerciales. La canción homónima llegó al primer puesto en los principales mercados musicales y fue el sexto número uno de Madonna en la lista Billboard Hot 100, la mayor cantidad para cualquier artista durante la década de 1980 y la primera en lograr tantos números uno como solista. «Causing a Commotion» alcanzó el segundo lugar en Estados Unidos, lo que representó el decimotercer sencillo consecutivo de la cantante en ingresar a los cinco primeros puestos, la mayor cantidad para una artista femenina. «The Look of Love» solo estuvo disponible en Europa y ocupó la novena posición en Reino Unido. «Turn It Up» de Michael Davidson y «24 Hours» de Duncan Faure salieron a la venta en septiembre y octubre de 1987, respectivamente; la primera de ellas ocupó el decimoquinto puesto en el conteo Dance Club Songs de Billboard. La promoción de la banda sonora continuó con la gira mundial Who's That Girl World Tour, realizada entre junio y septiembre de 1987.

## Antecedentes
La película Desperately Seeking Susan de 1985, dirigida por Susan Seidelman y estelarizada por Rosanna Arquette y Madonna, obtuvo elogios de la crítica y fue un éxito comercial con más de 27 millones USD recaudados solo en Estados Unidos, por lo que se convirtió en la quinta película más taquillera del año en el país. Motivada por este éxito, al año siguiente Madonna coprotagonizó junto con su entonces esposo Sean Penn Shanghai Surprise, una comedia de aventuras ambientada en Hong Kong en la que interpretó a una «estricta misionera». Sin embargo, recibió opiniones negativas y, con una recaudación de solo 1 millón USD ante un presupuesto de 15.5 millones, fue considerado el «primer fracaso de Madonna». Para su siguiente proyecto cinematográfico, eligió una comedia screwball titulada Slammer, aunque el nombre posteriormente cambiaría a Who's That Girl. En esta ocasión, interpretó a Nikki Finn, descrita como una «mujer luchadora y de espíritu libre destinada a ocupar un lugar entre las grandes heroínas cómicas de la pantalla». En la cinta, se le acusa de un homicidio que no cometió e insiste en que es inocente; tras concedérsele libertad condicional tiempo después, se propone «limpiar su nombre». Junto con el «formal, ambicioso y dedicado» abogado Loudon Trott (interpretado por Griffin Dunne), que debe llevarla hacia la estación de autobús de regreso a Filadelfia y entregar un ejemplar de puma concolor a Montgomery Bel (John Mills), un cliente muy importante, Finn se ve envuelta en 36 horas de aventuras, que culminan con la escena en la que interrumpe la boda de Trott para anunciar la identidad del verdadero asesino. Sobre su personaje, cuya voz es similar a Betty Boop y luce un peinado corto, desenredado y decolorado, comentó:

Creo que siempre nos sentimos atraídos por los personajes cuando hay algo de nosotros mismos en ellos. Tenía mucho en común con Nikki. Es valiente, dulce, divertida y mal juzgada. Pero al final limpia su nombre, y siempre es bueno hacerlo. Yo lo hago continuamente con el público. Me gustó su lado fuerte y su lado dulce. La dureza es solo una máscara para la vulnerabilidad que lleva dentro.

No obstante, debido al fracaso crítico y comercial que supuso Shanghai Surprise, los ejecutivos de Warner Bros. se mostraron en un principio reacios a dar luz verde al proyecto, sumado a los recientes problemas legales de Penn, que les hicieron dudar a la hora de contratar a Madonna, pues temían una mala publicidad. Aquella convenció a los productores de que estaba a la altura del papel y la compañía finalmente aceptó la propuesta. Además, por petición de la propia artista, eligieron como director a James Foley, quien anteriormente dirigió los videoclips de «Live to Tell» y «Papa Don't Preach» (1986) y había sido padrino de boda de la cantante y Penn. Después de las críticas negativas de Shanghai Surprise, deseaba trabajar con un director en quien confiaba y agradaba, y consideró a Foley un «genio». El rodaje inició en octubre de 1986 en la ciudad de Nueva York y continuó hasta febrero del año siguiente. El estreno tuvo lugar en el Teatro Nacional de Times Square el 6 de agosto de 1987, con una asistencia estimada de más de 10 000 personas que acudieron al evento para ver a Madonna. A pesar de que Who's That Girl fue visto como un nuevo intento de la cantante «por triunfar en el cine», obtuvo comentarios desfavorables de la crítica y, con un presupuesto de 20 millones USD, fue considerado otro fracaso de taquilla al recaudar solo 2.55 millones USD en Estados Unidos.

## Desarrollo
| Tenía algunas ideas muy concretas en mente, música que hablara por sí misma y que apoyara y realzara lo que estaba ocurriendo en pantalla, y la única forma de lograr eso era que yo misma compusiera las melodías. Los temas no necesariamente tratan sobre Nikki, ni están escritos para que alguien como ella los cante, pero creo que hay un espíritu en esta música que capta tanto la película como el personaje. —Madonna sobre la música que quería para la película. |

Madonna, que se había desempeñado como directora musical de la película, empezó a trabajar en la banda sonora en marzo de 1987 y continuó hasta el mes siguiente. Para Warner Bros. Records, el álbum era al menos tan importante como la misma película. El objetivo de la cantante era que las canciones se basaran en los personajes y las situaciones de la cinta. Para ello, contactó a Patrick Leonard y Stephen Bray, con quienes había compuesto y producido su anterior álbum de estudio, True Blue (1986). Le había explicado a Leonard durante el rodaje que necesitaba una canción de tempo rápido y otra más lenta, de tal forma que las letras reflejaran la experiencia de su personaje. De esta manera, aquel compuso el estribillo de la primera canción solicitada en una cinta y se la entregó a Madonna, quien acudió un día jueves al estudio de grabación. Mientras el productor trabajaba en otras partes, la cantante compuso el resto de la melodía y escribió la letra en la trastienda del estudio. Dado que tuvo problemas para encontrar una palabra que rimara con Slammer, una vez desarrollada, la nombró «Who's That Girl» y decidió cambiar el nombre de la cinta por esta última, pues consideró que sería un mejor título. Leonard, que estuvo de acuerdo con el cambio, afirmó que el tema se grabó en un solo día; al respecto, detalló que la cantó solo una vez, en una sola toma, y al día siguiente agregaron las guitarras y las percusiones. Ambos trabajaron en la canción de tempo lento, titulada «The Look of Love», justo después de «Who's That Girl» y de forma similar a esta última. Junto con Bray, Madonna grabó otras dos pistas en los estudios Larrabee Sound de Los Ángeles: «Can't Stop» y «Causing a Commotion». Para esta última, tomó inspiración de su relación «tempestuosa» con Penn; en un artículo para la revista Rolling Stone, declaró que sentía que su esposo «estaba causando una conmoción para distraerme a propósito», por lo que descargó su «frustración» en el tema. La canción apareció en una secuencia animada al inicio de la película.
Aparte de Madonna, la banda sonora contó con la participación de las bandas Scritti Politti y Club Nouveau y los solistas Duncan Faure, Michael Davidson y Coati Mundi. Davidson fue descubierto en Francia en 1982 por un par de representantes de la editorial musical francesa Boona Music, que lo oyeron cantar en la playa y lo persuadieron de que grabara algunas maquetas. En el estudio, interpretó «Na Na Hey Hey Kiss Him Goodbye» (1969) de la banda estadounidense Steam, pero nunca se publicó porque el dúo británico Bananarama también la había grabado antes y su versión había llegado a las listas de éxitos. A pesar de ello, poco tiempo después conoció a Andy Warhol, quien vio potencial en él y logró contactarse con algunos ejecutivos de la industria musical. Al final, se trasladó a Nueva York y logró un contrato con la compañía de Seymour Stein, Sire Records, misma discográfica de Madonna. El cantante había compuesto «Turn It Up» y, tras varios intentos fallidos por grabar la canción, Stein le solicitó que la interpretara para Bray, quien quedó complacido con la escucha. Sin embargo, debió rechazar la oferta de producirla, ya que se encontraba ocupado con Who's That Girl, aunque más tarde se la presentó a Madonna para que la incluyera en la banda sonora. Además, por sugerencia de Bray, la producción quedó a cargo finalmente del trío británico Stock, Aitken & Waterman. Así, fue una de las primeras elegidas para formar parte de la banda sonora, aparte de las canciones de Madonna; en una entrevista, expresó: «Tuve mucha suerte. Las puertas se me abrieron como The Twilight Zone».
En el caso de Coati Mundi, fue Liz Rosenberg —publicista de la cantante— quien primero le informó sobre la banda sonora y lo convenció de incluir una canción en ella. Durante el rodaje del filme, Mundi recordó: «Básicamente, [Madonna] me dijo, "tienes que ganarte el puesto en el álbum. Solo porque te conozco, me tiene que gustar la canción". En otras palabras, no iba a incluirla porque sí, no sería un trato de nepotismo. Por supuesto, ¡nunca lo tengo fácil! Le dije, "de acuerdo, bien"». Debido a que no tenía ninguno de sus instrumentos musicales ni el equipo de grabación en Los Ángeles, en más de una oportunidad tuvo que volar de regreso a Nueva York durante los descansos de la filmación y grabar nuevas pistas. En una ocasión, le explicó a la artista que aún no había terminado la canción, sino que solo tenía las pistas musicales con los coros, pero no había grabado la voz principal, por lo que le propuso interpretársela en vivo cuando esta lo presionó para poder escuchar la versión final. Tras concretar una cita para la audición, Mundi acudió a su camerino con un casete y la letra e interpretó la pista ante ella. Madonna había quedado impresionada y llamó a Dunne y Foley para que también pudiesen ver la actuación. Un par de días después, la canción —que llevó por título «El coco loco (So So Bad)»— fue aceptada y oficialmente pasó a formar parte de la banda sonora. Sobre su interpretación, Mundi profundizó:

Me vestí de gala, como si fuera a actuar en un estudio. Me dijo, «de acuerdo, yo seré la sonidista aquí». Estábamos en el tráiler, ella sentada, mirándome, tomó su reproductor de casete, sonó la música y empecé a actuar, como si estuviera tratando de entrar al cielo. Si no haces un buen espectáculo, no entrarás al cielo. Hice toda la rutina para una persona, mis saltos, mi baile, mis expresiones, todo. Lo hice todo en vivo y bailé como loco. Y a ella le encantó. [...] Aunque la conozco, actué para Madonna «la profesional», «la mujer de negocios». Hice esa audición para tener esa canción [en el disco]. Quería dar lo mejor de mí. No solo mostrarle la cinta, sino mostrarle de qué iba la canción. Y ella se rio y disfrutó.

## Composición

### Lado uno
Según el biógrafo y editor J. Randy Taraborrelli, Who's That Girl no se trataba de una banda sonora «en el sentido convencional», sino más bien «una colección de nueve canciones de la película». Para Erika Wolf de Albumism, el material «está repleto de guiños a la diversidad de Nueva York y a los sonidos de los primeros años de Madonna». El lado uno de la edición en vinilo abre con «Who's That Girl», una canción pop de ritmo rápido compuesta en el habitual estilo musical de Madonna, pues incorpora la caja de ritmos, una línea de bajo sintetizada y el sonido distante de las cuerdas. Según el autor Rikky Rooksby, las tres partes de la canción —la estrofa, el estribillo y el puente— «son tan potentes» como la otra. En esta última parte, que se repite dos veces, Madonna canta Light up my life / No one can help me now («Ilumina mi vida, ya nadie puede ayudarme»). Hay una modulación en las estrofas y voces multipista en versos como She's smiling / An invitation to the dance («Ella sonríe, una invitación al baile»). Interpreta la canción en tercera persona y la letra trata sobre el cuidado que se debe tener ante «esta chica tan atractiva porque te romperá el corazón», lo cual se evidencia en los versos When you see her, say a prayer and kiss your heart goodbye / She’s trouble in a word, get closer to the fire («Cuando la veas, reza una oración y despídete de tu corazón, en pocas palabras, ella da problemas, acércate más al fuego»). Durante el estribillo, pregunta tanto en inglés como en español ¿Quién es esa niña? / Who's that girl? / Señorita, más fina / Who's that girl? El tema continúa con la temática latina iniciada en «La isla bonita», con sus frases en español durante el estribillo, las trompetas en la segunda estrofa, el interludio instrumental y los loops latinos. También emplea un efecto sonoro provocado por múltiples líneas vocales, técnica que ya había sido utilizada anteriormente por bandas como The Beach Boys en «I Get Around» (1964) y «God Only Knows» (1966), que combinan varias líneas principales en su fade-out, así como R.E.M. en «Fall on Me» (1986) y «Near Wild Heaven» (1991). «Who's That Girl» utiliza este efecto en el último estribillo, donde se entrelazan tres o cuatro hooks vocales diferentes.
La segunda canción de la banda sonora, «Causing a Commotion», tiene un groove dance de tempo rápido con instrumentos como el bajo, el teclado y un arreglo de guitarra que «sigue de cerca las líneas dictadas» por la banda de Bray, Breakfast Club. Ha sido comparada con el anterior sencillo de Madonna «Into the Groove» (1985) por incorporar líneas y riffs similares a esta última. Inicia con el estribillo seguido de las estrofas, que se componen de una línea de bajo descendente de cuatro notas y acordes en staccato, mientras que las armonías vocales constan de tres partes. La letra hace referencia a «entrar en ritmo» (get into the groove) y es una oda «a ser atractiva y atrevida, a sentirte tú misma y a tener la confianza de ir tras lo que quieras o quien quieras», lo cual se refleja en las líneas You met your match when you met me / I know that you will disagree it’s crazy / But opposites attract you’ll see / And I won’t let you get away so easy («Conociste a tu pareja cuando me conociste, sé que no estarás de acuerdo, es una locura, pero los apuestos se atraen, ya lo verás, y no te dejaré escapar tan fácilmente»). No obstante, también ha sido vista como un intento de Madonna por «mantener vivo [su] amor» con Sean Penn; durante el estribillo, recita I've got the moves baby, you got the motion / If we got together we'd be causing a commotion («Tengo los movimientos, cariño, tú tienes los movimientos, si nos juntáramos estaríamos causando una conmoción»).

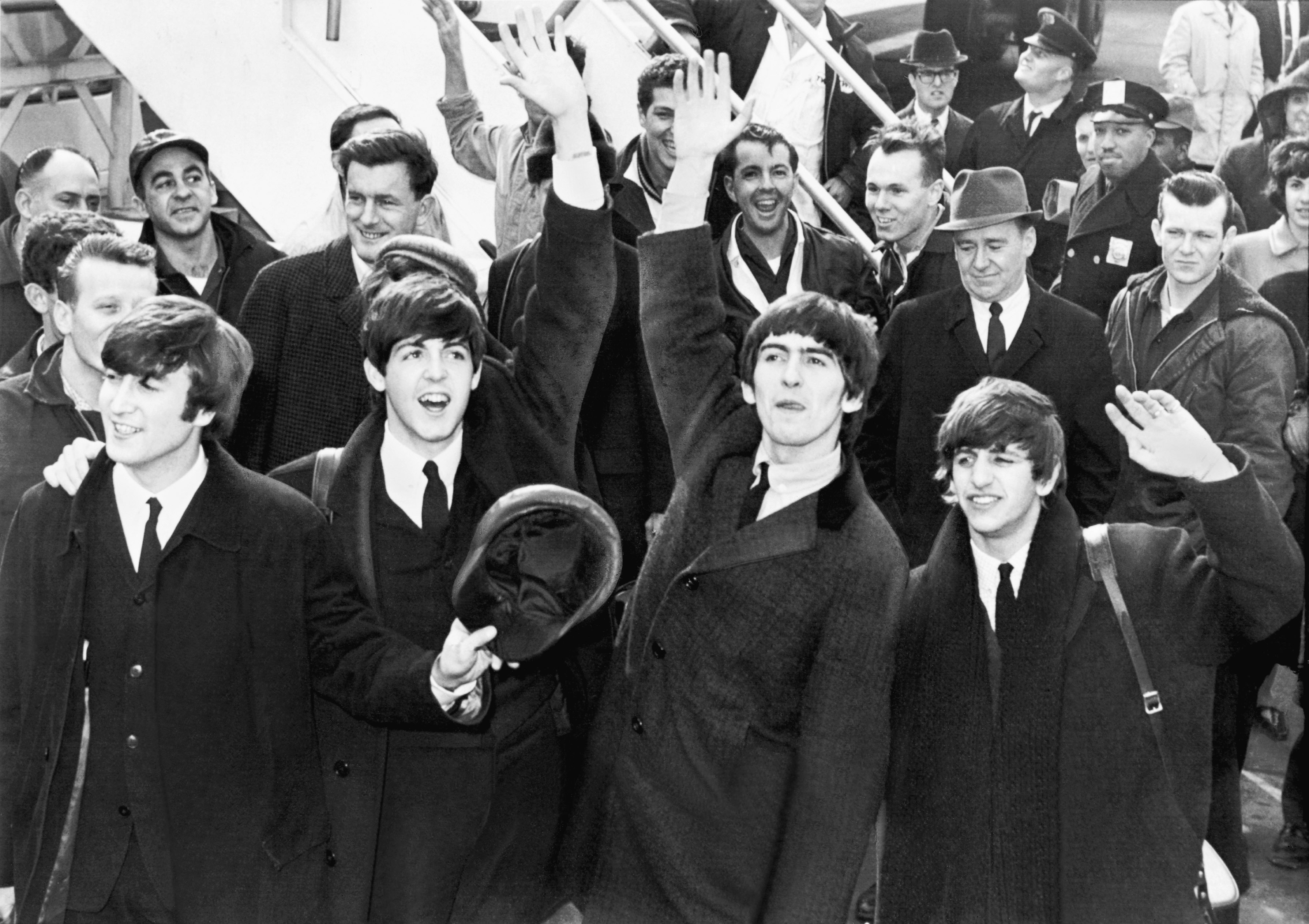
«24 Hours», del cantante Duncan Faure, ha sido descrita como una canción «extrañamente Beatlesca» que fusiona voces al estilo de la banda británica The Beatles (fotografía).

«The Look of Love» —el tercer tema del material— es una balada synth pop que presenta un «complejo» riff de teclado. Comienza con una línea de bajo sintetizada grave y un fondo «atmosférico», seguido del sonido de la percusión y un registro agudo que contrasta con el bajo. La última estrofa tiene una figura de guitarra acústica y el último estribillo aumenta el sonido al añadir una parte de guitarra con coros. Rooksby señaló que hay un momento «especialmente expresivo» cada vez que Madonna recita la palabra look sobre el acorde de re menor de la escala musical, lo que le da una «particular emoción», a la vez que se aprecian dos partes vocales en la línea no place to run («no hay lugar donde correr»). Las voces en capas, las percusiones en reverberación y el sonido de los instrumentos de acompañamiento se asimilan a la atmósfera de la anterior balada de Madonna «Live to Tell» (1986), también producida por Leonard, así como al ambiente «poco convencional» y «extraño» de «Why You Treat Me So Bad» (1987) de Club Nouveau. En la letra, la narradora recuerda «con tranquilidad» la partida de su amante y no se muestra amargada, sino «arrepentida». Incluye las líneas Should have left you standing right where you stood / Should have let you go, should have had the sense to know («Debería haberte dejado justo donde estabas, debería haber dejado que te vayas, debería haberlo sabido»). En la película, la canción suena en un montaje «cuando el incipiente romance de Nikki y Loudon parecería no llegar a ningún lado».
Tras «The Look of Love» continúa «24 Hours», interpretada por el vocalista Duncan Faure y también producida por Bray; descrita como «extrañamente Beatlesca», pertenece a los géneros pop, techno y new wave, aunque también contiene influencias del eurodance. La canción destaca al fusionar «hábilmente» voces que recuerdan a la de los integrantes de The Beatles con sintetizadores pop de los años 1980. Según Joe Brown de The Washington Post, suena «como si los primeros Beatles hubieran salido de Studio 54 en lugar del Cavern Club». Club Nouveau, quinteto originario de Sacramento, cierra el primer lado con «Step by Step», un tema funk y blues con ritmos de R&B que sigue la línea de sus anteriores sencillos «Jealousy» (1986) y «Lean on Me» (1987), al incluir un piano, una guitarra rítmica y un sintetizador distorsionado que combina «a la perfección» con la voz ronca de Valerie Watson en los coros.

### Lado dos

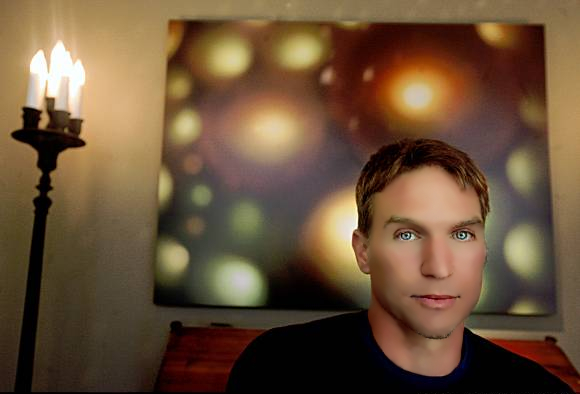
«Turn It Up», interpretada por el cantante Michael Davidson (fotografiado en 2009) y producida por el trío británico Stock, Aitken & Waterman, abre el segundo lado de la edición en vinilo de Who's That Girl.

El segundo lado de Who's That Girl inicia con «Turn It Up», interpretado por Davidson, un tema de género hi-NRG orientado al dance y producido por Stock, Aitken & Waterman. «Best Thing Ever», de la banda inglesa Scritti Politti, es una canción «animada» con ritmos de pop latino y technopop, en la que se emplean muchos sintetizadores que, según Oggie Ramos del periódico Manila Standard, «parece más propia de Depeche Mode». La letra es una celebración del «amor fácil» y repite el verso Baby, baby your love is just about the best thing ever («Cariño, cariño, tu amor es lo mejor que existe»). Erika Wolf de Albumism la describió como «pura música de banda sonora de los 80 que te hace sentir bien».

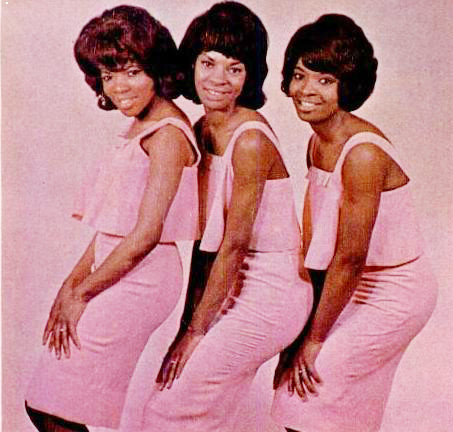
«Can't Stop» de Madonna presenta influencias del sonido Motown de los años 1960, especialmente de la obra del grupo femenino estadounidense Martha and the Vandellas (imagen).

«Can't Stop» de Madonna, un número dance pop de tempo rápido, se construye de manera similar a «Causing a Commotion» e «Into the Groove» (1985). Rítmicamente, avanza con «considerable brío» y energía, además de presentar todas las características de «la Madonna clásica»; en este sentido, destaca el teclado «que suena como si hubiera desaparecido de un disco de Prince» y el vocoder, lo que le da un aspecto robótico. Presenta además influencias del sonido Motown de los años 1960, especialmente de las obras del cuarteto Four Tops y del grupo femenino Martha and the Vandellas. La letra se refiere a la idea de querer a un interés amoroso y «conseguirlo como sea»; a lo largo de la canción, grita y chilla el nombre de un amante acompañado de un coro hacia el final, en un estilo similar a las bandas femeninas de los años 1960. El interludio instrumental de «Can't Stop» es, en realidad, el estribillo con una línea de sintetizador por encima. Rooksby notó que, con una duración de 4:45, era un buen ejemplo de la «tensión» que existe en la obra de Madonna entre los requisitos de la música dance, donde la duración es importante, y las exigencias del pop clásico, que no debería superar los tres minutos y medio.
Coati Mundi, antiguo miembro del grupo musical Kid Creole & the Coconuts y que también actúa como uno de los villanos en la película, es el encargado de cerrar el álbum con «El coco loco (So So Bad)», una canción novedad de rap y salsa «maravillosamente rítmica». Incluye una línea de piano de chachachá «tan divertida (y graciosa) desde la efímera experiencia de Matt Bianco», acompañada de percusiones y una batería «bulliciosa». En el tema, Mundi canta «con descaro» When you’re the baddest dude in the street / Sometimes you’ve got to kick some behind / And keep the homeboys in line («Cuando eres el tipo más malo de la calle, a veces tienes que patear algunos traseros y mantener en línea a los chicos»). Según Lindsey Haley de La Opinión, la letra puede interpretarse como un estereotipo de los latinos, «incluso juzgando por estándares poco liberales».

## Portada, publicación y reediciones
En mayo de 1987, la prensa reportó que la banda sonora de Who's That Girl sería publicada en julio de ese año para coincidir con el estreno de la película. Editado en vinilo, casete y disco compacto, salió a la venta a través de las compañías Sire y Warner Bros. Records; la primera fecha de lanzamiento tuvo lugar en Oceanía y la mayor parte de Europa el 17 de julio, a excepción de Reino Unido, donde estuvo disponible tres días después, mientras que en Estados Unidos se lanzó el 21 de ese mes. Aunque solo interpretó cuatro de las nueve canciones, el disco inicia con tres temas interpretados por ella en primer lugar y, dado que en la portada aparece su nombre y su rostro, ha sido comercializado como un álbum de Madonna, así como su primera banda sonora. La portada muestra un «llamativo» primer plano de la artista con el cabello «despeinado» y «decolorado»; Matthew Rettenmund, autor del libro Encyclopedia Madonnica (1995), la llamó «la peor de todas» y juzgó el «molesto maquillaje, las cejas gruesas y el cuello mal retocado y antinaturalmente extra ancho».
En palabras de Juerguen Otterstein, director de marketing de WEA Europe, el lanzamiento de la banda sonora marcó «la mayor campaña jamás montada sobre un solo artista» en la historia de la compañía. El disco incluyó un póster gigante de la gira promocional, para lo cual se imprimieron un total de 350 000 ejemplares, sumado a que, en las ciudades europeas donde Madonna se presentaría, se organizaron campañas de promoción de su catálogo con descuentos para los consumidores, así como una gran variedad de material discográfico para los puntos de venta, folletos y un vídeo de dieciséis minutos en las tiendas. Como parte de la promoción en Estados Unidos, Madonna concedió una entrevista a Jane Pauley en julio para el programa de televisión Today de la NBC News.
Desde su publicación, la banda sonora ha tenido varias reediciones en CD y LP. En junio de 2008, los periódicos Corriere della Sera y La Gazzetta dello Sport, en colaboración con Warner Music Italia y la agencia Zampe Diverse, lanzaron al mercado Madonna: Dalle Origini Al Mito, una caja recopilatoria que incluía Who's That Girl y otros trabajos discográficos de la cantante con motivo de sus veinticinco años de carrera musical. En noviembre de 2019, volvió a publicarse en vinilo totalmente transparente —junto con sus tres primeros álbumes de estudio— como parte de un «proyecto de reedición» de Rhino Records. Para el 35.º aniversario del disco, la misma discográfica editó en abril de 2022 Who's That Girl (Super Club Mix), un EP de cinco pistas con remezclas de «Who's That Girl» y «Causing a Commotion». El lanzamiento formó parte del evento anual Record Store Day y estuvo disponible de manera limitada —solo 7500 copias— en un vinilo rojo de 12".

## Promoción

### Sencillos

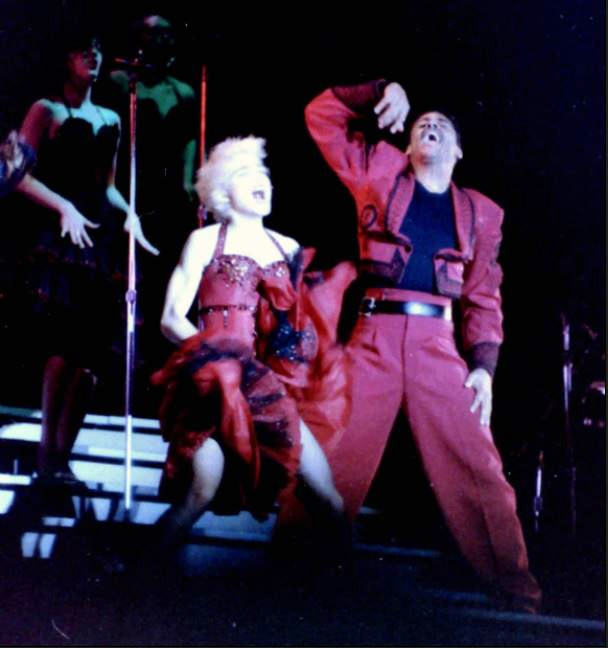
Madonna interpretando el sencillo principal en el Who's That Girl World Tour. Fue su sexto número uno en la lista Billboard Hot 100, la mayor cantidad para un artista en la década de 1980 y la primera en obtener tantos números uno como solista en ese momento.

«Who's That Girl» salió a la venta como el sencillo principal de la banda sonora el 29 de junio de 1987 en Europa y al día siguiente en Estados Unidos. Se convirtió en un «éxito colosal»; alcanzó el primer puesto en los principales mercados, entre ellos Bélgica, Canadá, Italia, Irlanda y Reino Unido, y estuvo entre los cinco primeros en otros países europeos. En EE. UU., fue el sexto número uno de Madonna en la lista Billboard Hot 100, la mayor cantidad para cualquier artista durante la década de 1980 —por lo que superó a Hall & Oates, Lionel Richie y Phil Collins— y la primera en lograr tantos números uno como solista. Además, tuvo el mayor debut en la historia del conteo European Airplay Top 50 —al ingresar en el tercer puesto— y fue el séptimo número uno de la cantante, considerado «otro logro único». El videoclip, dirigido por Peter Rosenthal, alterna fragmentos de la película con escenas nuevas de acción en vivo con Madonna, que aparece vestida como un chico —con un sombrero pastel de cerdo y el cabello castaño erizado— junto con varios niños pequeños que bailan con ella. Este estilo representó una imagen nueva de «latina moderna». «Who's That Girl» obtuvo nominaciones a mejor canción original en la 45.ª entrega de los Globo de Oro y a mejor canción escrita para una película o televisión en la 30.ª edición de los premios Grammy. Tiempo después, el título del tema sería utilizado por los medios de comunicación como una «excusa para psicoanalizar a Madonna y destacar su presencia enigmática a la luz de su sobreexposición».
El 25 de agosto de 1987, Sire publicó «Causing a Commotion» como el segundo sencillo del álbum. Ocupó las quince primeras posiciones en Alemania, Austria, Bélgica, Canadá, Noruega, Nueva Zelanda, Países Bajos, Reino Unido, Suecia y Suiza, entre otros. En EE. UU., estuvo tres semanas seguidas en el segundo puesto del Hot 100; «Bad» de Michael Jackson y «I Think We're Alone Now» de Tiffany evitaron que liderara el conteo. Aun así, fue el decimotercer sencillo consecutivo de Madonna en ingresar a los cinco primeros puestos —toda su discografía desde «Lucky Star» (1984)—, lo que significó la mayor cantidad para una solista y la tercera en general, después de Elvis Presley y The Beatles. Ya que se encontraba en el Who's That Girl World Tour en el momento del lanzamiento, la presentación de la canción en uno de los conciertos de la gira —retransmitida vía satélite en los MTV Video Music Awards de 1987— sirvió como videoclip oficial en la mayoría de los territorios.
«Turn It Up» marcó el sencillo debut de Michael Davidson. Salió al mercado en septiembre de 1987 en vinilos de 7" y 12"; este último formato incluía tres remezclas más una versión instrumental de la original. Alcanzó el decimoquinto puesto en el conteo estadounidense Dance Club Songs de Billboard en la edición del 21 de noviembre de ese año. Ese mismo mes, se estrenó un videoclip del tema con dirección de Steven Greene y producción de Tamara Wells para One Heart Corporation. En octubre, Sire Records lanzó «24 Hours» de Duncan Faure en vinilo de 7". Esta edición incluía como lado B otra canción compuesta y producida por Faure titulada «Rescue Me». «The Look of Love», el último sencillo de Who's That Girl, salió a la venta únicamente en Europa el 30 de noviembre. A diferencia de sus predecesores, su recepción comercial fue menor, pues se ubicó entre los diez principales puestos solo en Bélgica, Irlanda, Países Bajos y Reino Unido. En este último país, alcanzó el noveno puesto, por lo que representó en ese momento la posición más baja de Madonna en tres años. Se estrenó un videoclip dirigido por Foley con imágenes de la película.

### Gira

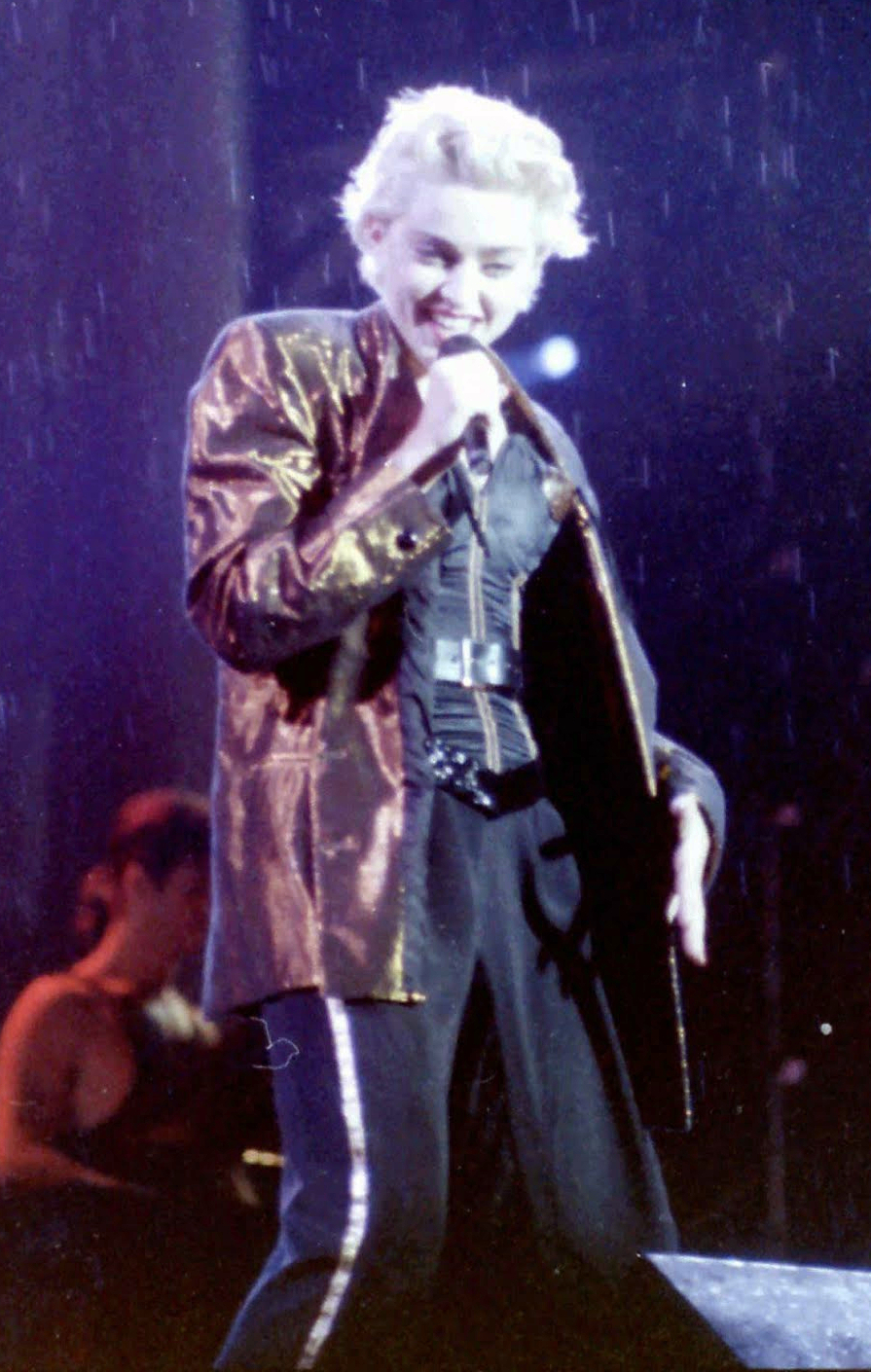
Madonna interpretando «Causing a Commotion», segundo sencillo publicado de la banda sonora, en uno de los conciertos del Who's That Girl World Tour.

Madonna interpretó «Who's That Girl», «Causing a Commotion» y «The Look of Love» en el Who's That Girl World Tour, su segunda gira musical que también promocionó True Blue. Fue su primera gira mundial, pues The Virgin Tour (1985) solo tuvo fechas en Estados Unidos y una en Toronto (Canadá); visitó por primera vez Alemania, Francia, Italia, Japón, Países Bajos y Reino Unido. Inició el 14 de junio de 1987 en Osaka (Japón) y finalizó el 6 de septiembre de ese año en Florencia (Italia) con un total de 38 espectáculos. La idea de realizar la gira surgió de Warner Bros. luego del éxito de los sencillos en las listas y de las buenas ventas que obtuvo el disco. La cantante tomó como objetivo «evolucionar» hacia una fase nueva de su imagen y convertir la gira en un «verdadero espectáculo» al estilo Broadway. Para cumplir este propósito, contrató a tres coristas, tres bailarines —entre ellos Chris Finch de trece años y Shabba Doo, quien también fue el coreógrafo— y Marlene Stewart, que diseñó el vestuario a partir de las propias ideas de Madonna. La artista estuvo involucrada en cada aspecto, como las imágenes que se proyectaban en las pantallas detrás de ella, el ritmo del espectáculo y el vestuario. Asimismo, modificó su cuerpo a través de un riguroso entrenamiento y mostró una actitud más confiada en el escenario.
Madonna nombró a la gira de la misma manera que la película y el disco porque le gustaba la forma en que aludía a su «naturaleza dinámica»; con respecto a esto, detalló: «Interpreto a muchos personajes y cada vez que hago un video o una película, la gente dice, "oh, así es ella". Y no soy ninguno de ellos. Soy todos ellos y [a la vez] no soy ninguno. ¿Me entiendes? Por eso llamé a la gira Who's That Girl». Descrita como la «primera extravagancia completamente escenificada de Madonna», incluyó una gran variedad de elementos nuevos y tecnológicos como escaleras móviles, proyecciones y coreografías más elaboradas, entre otras características, por lo que fue musical y técnicamente superior a sus primeros conciertos. También puso énfasis en temas como el sexo seguro, sumado a que dedicó la interpretación de «Papa Don't Preach» a Juan Pablo II, lo que provocó su primer conflicto con la Santa Sede y que el entonces papa instara a boicotear sus conciertos. La crítica resaltó las canciones, la «magnitud» de la gira y la mezcla de coreografía al estilo Broadway con canciones post-disco, que superaba «los estándares establecidos anteriormente» por otros artistas como Prince y Michael Jackson.
En términos comerciales, logró varios récords; por ejemplo, vendió 150 000 entradas para sus conciertos en Japón, mientras que los boletos para las dos primeras fechas en el estadio Wembley de Londres se agotaron en dieciocho horas, por lo que los organizadores debieron agregar una más. Más de 70 000 personas asistieron al primer espectáculo en esa ciudad, mientras que 130 000 presenciaron el de Sceaux, en París, lo que supuso la mayor audiencia en la carrera de Madonna y la mayor cifra registrada en un festival de este tipo. Además, fue la primera artista femenina de la historia en recaudar más de un millón de dólares en un solo concierto, cuando cantó ante 56 000 fanáticos en la ciudad de Miami. Por cada fecha en la que actuó, recaudó más de medio millón de dólares y, una vez finalizada la gira, logró en total 20 millones USD, de manera que se convirtió en la artista más taquillera de 1987. Los dos últimos conciertos —realizados en Turín y Florencia en septiembre de 1987— fueron filmados y posteriormente publicados en VHS en mayo del año siguiente bajo el título Ciao Italia: Live from Italy.

## Recepción comercial

### América
En Estados Unidos, Who's That Girl debutó en el puesto 46 del Billboard 200 el 15 de agosto de 1987, lo que significó el mayor debut de la semana. En la edición siguiente, ascendió treinta y tres lugares hasta el decimotercer puesto, a la vez que la discografía completa de la artista para entonces se encontraba dentro de la lista, con True Blue en el número 37, Like a Virgin en el 188 y Madonna en el 199. Finalmente, alcanzó el séptimo lugar el 12 de septiembre, por lo que fue el cuarto top diez de Madonna después de sus tres primeros álbumes de estudio, y estuvo presente un total de veintiocho semanas. También alcanzó la undécima posición en Top Compact Disks, que recopila los CD más vendidos en el país, y fue la quinta banda sonora más exitosa de 1987 y la octava de 1988 en Billboard. En la revista Cash Box, llegó a los puestos séptimo y octavo en los conteos Top Compact Discs y Top 200 Albums, respectivamente; para fin de año, se ubicó en el tercer lugar de las bandas sonoras más exitosas y en el trigésimo de los álbumes más vendidos en general. El 29 de septiembre de 1987, obtuvo un disco de platino por la Recording Industry Association of America (RIAA) en representación a un millón de unidades vendidas.
En Canadá, Who's That Girl ingresó en el 85.º puesto del Top 100 Albums de RPM el 1 de agosto. Dos semanas después, ya había vendido más de 160 000 copias y, en la edición del 12 de septiembre, ascendió hasta la cuarta posición. Finalizó en el 37.º puesto de los más vendidos del año y obtuvo tres discos de platino por parte de la Canadian Recording Industry Association (CRIA), tras haber distribuido 300 000 unidades. En la revista The Record, también de Canadá, ocupó la sexta posición. En Argentina, debutó directamente en el primer puesto bajo el título en español Quién es esa chica, mientras su anterior álbum True Blue —titulado Verdaderamente triste— descendía al tercer lugar tras haber estado en lo más alto del conteo la semana anterior. En Brasil, la banda sonora fue el tercer disco más vendido de la semana del 17 de octubre; seis días después de su lanzamiento, había vendido 200 000 ejemplares, cifra que aumentó a 250 000 para octubre de 1993.

### Asia-Pacífico
En Japón, Who's That Girl tuvo el segundo mejor debut de la semana tras ingresar en la quinta posición del conteo elaborado por la empresa Music Labo el 7 de septiembre de 1987. Logró mayor éxito en la lista internacional de álbumes de Oricon, donde llegó al primer lugar esa misma semana, por lo que fue el quinto número uno de Madonna allí. Permaneció trece semanas en total en la lista de Music Labo —hasta el 30 de noviembre— y vendió 111 350 copias ese año, de las cuales 28 530 fueron por discos de vinilo, 31 110 por casetes y 51 710 por discos compactos. En Hong Kong, se convirtió en uno de los seis discos de platino de Madonna otorgados en 1989 por la Federación Internacional de la Industria Fonográfica (IFPI), tras distribuir 15 000 copias.
El álbum tuvo menos éxito en Australia, donde alcanzó el vigésimo cuarto puesto de la lista de Kent Music Report. Por el contrario, en Nueva Zelanda, ingresó a la decimosegunda posición del ranquin oficial el 6 de septiembre y el 20 de ese mes ascendió hasta la sexta. Estuvo trece semanas en total, cuatro de ellas dentro de los diez primeros lugares. La Recorded Music NZ (RMNZ) le otorgó una placa de oro luego de que superara la marca de 7500 copias en el país.

### Europa
La recepción comercial de Who's That Girl en Europa fue favorable. En Alemania, Italia y Países Bajos, alcanzó la primera posición de sus correspondientes listas. En el primer país, permaneció dieciocho semanas en total y fue el vigésimo álbum más vendido de 1987; la Bundesverband Musikindustrie (BVMI) lo premió con un disco de oro por la distribución de 250 000 unidades. En el segundo país, desplazó a Blues del cantante Zucchero del primer lugar y en solo cuestión de días vendió 140 000 copias. Tras comercializar 400 000 copias a finales del año, recibió dos discos de platino por la Associazione dei Fonografici Italiani (AFI) y, para 1988, las ventas ascendían a 450 000. En el tercer país, estuvo dentro de la lista veinticuatro semanas, la mitad de ellas en el top diez, y la Asociación Neerlandesa de Productores e Importadores de Portadores de Imagen y Sonido (NVPI, por sus siglas en neerlandés) lo premió con un disco de oro tras superar los 50 000 ejemplares. En Finlandia, Noruega y Francia, el material quedó en la segunda posición; en este último, estuvo en total treinta y dos semanas en la lista, once de ellas en el segundo puesto y veinticuatro en los diez primeros. Fue el decimoquinto álbum más exitoso de 1987 y logró dos discos de platino —otorgados por la Syndicat National de l'Édition Phonographique (SNEP)— luego de que vendiera 600 000 copias; para 2018, la cifra ascendía a 668 300.
En Reino Unido, el álbum fue acreditado como Original Soundtrack y debutó en el número cuatro del UK Albums Chart el 1 de agosto. Estuvo presente en el top 100 veinticinco semanas, seis de ellas en los diez primeros lugares. También alcanzó la cuarta casilla en el ranquin de los discos compactos más vendidos del territorio y la sexta en el conteo Disco Top Albums, ambos recopilados por la revista Music Week. Fue la banda sonora original más popular del año, por delante de otros álbumes como Dirty Dancing, y ocupó el 41.º lugar de los más exitosos en general. La Industria Fonográfica Británica (BPI, por sus siglas en inglés) lo premió con un disco de platino por la venta de 300 000 copias. En España, la banda sonora fue publicada a finales de agosto de 1987 y alcanzó el cuarto puesto. Para noviembre de ese año, ya había vendido 57 049 copias —55 193 vinilos y 1856 compactos— y, al mes siguiente, la Asociación Fonográfica y Videográfica de España (AFYVE) le concedió un disco de platino por superar los 100 000 ejemplares. También alcanzó la cuarta posición en Islandia, Suecia y Suiza, donde en este último país obtuvo además un disco de oro por parte de la IFPI, mientras que, en Austria, logró el quinto puesto. En el European Hot 100 Albums de la revista Music & Media, que recopila las ventas de álbumes de dieciocho países del continente, debutó en el número doce en la edición del 8 de agosto, el mayor debut de la semana, a la vez que su anterior trabajo True Blue se mantenía entre los cinco primeros tras más de un año en la lista. Casi dos meses después, reemplazó a Whitney de Whitney Houston del primer puesto y se convirtió en el tercer número uno de Madonna, tras Like a Virgin en 1985 y True Blue en 1986.

## Recepción crítica
En términos generales, Who's That Girl obtuvo reseñas variadas de los críticos y periodistas musicales. Entre las opiniones favorables, varios consideraron a la banda sonora uno de los aspectos más importantes de la película, como el biógrafo Mark Bego, el diario La Opinión de Los Ángeles y el editor Robert Matthew-Walker; este último añadió que, en conjunto, el álbum constituía «un excelente recuerdo de una película agradable». De igual manera, Gerald Martínez y Joan Lau, editores del New Straits Times, también expresaron que Madonna tenía más éxito en el álbum y que las canciones eran lo «único divertido». En la misma línea, Jay Boyar, del Orlando Sentinel, aseguró que los admiradores disfrutarían más con la música de la banda sonora, especialmente con la canción homónima, a la que calificó como «nostálgica y atractiva». J. Randy Taraborrelli sostuvo que, pese a que el material solo tenía cuatro temas de Madonna, cada uno de ellos había sido importante «porque significaba que el álbum podía venderse solo con su presencia». La biógrafa Victoria Chow expresó que el sencillo principal, «el álbum superventas y la gira con entradas agotadas» demostraron que «el estrellato musical de Madonna podía beneficiarse de su carrera cinematográfica y viceversa». El periódico portugués Jornal do Brasil lo incluyó entre los discos de la semana y subrayó la «inconfundible entonación tecnopop» de Madonna y las percusiones latinas que «alteran la composición funk del LP». Fred Lutz, del Toledo Blade, escribió que la colaboración musical de Madonna y Stephen Bray crea un material «pegadizo», y The Advocate proclamó que sería «la banda sonora del verano».

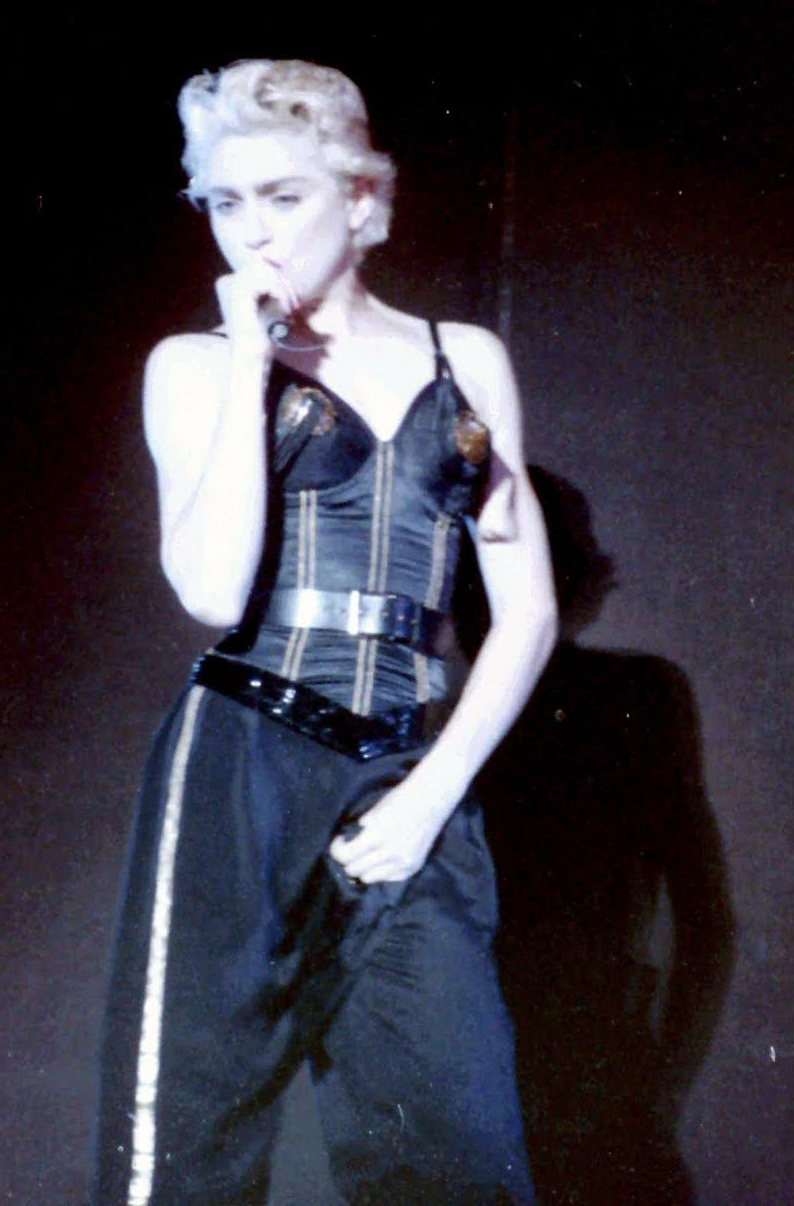
Madonna interpretando «The Look of Love» en la gira Who's That Girl. La crítica la calificó como una balada «conmovedora» y «tan memorable» como su anterior sencillo, «Live to Tell» (1986).

Varias reseñas pusieron más atención a las canciones interpretadas por Madonna, aunque también hubo comentarios para los otros artistas invitados en el álbum. En este sentido, Daryl Easlea, en su libro Madonna: Blond Ambition (2012), declaró que, aunque nunca había sido considerada una de sus grandes canciones, «Who's That Girl» ofrecía «un resumen de todo su trabajo hasta la fecha y es, con diferencia, la mejor» del disco. Asimismo, declaró que la banda sonora supuso «otro gran éxito internacional» para la artista. Por el contrario, el mismo autor sintió que «Causing a Commotion» era una «completa versión nueva» de «Into the Groove», pero recalcó que las comparaciones «no importaron: era el éxito perfecto para mantener la popularidad de Madonna mientras la gira Who's That Girl recorría el mundo». Por último, calificó a «The Look of Love» como «conmovedora» y a «Can't Stop» una de las mejores y «más olvidadas» grabaciones de su repertorio. Debbi Voller, en Madonna: The Illustrated Biography (1990), denominó a «The Look of Love» una «hermosa balada» y aseguró que la banda sonora «hizo un buen negocio» para la cantante. De igual modo, un editor de Cash Box también alabó a la balada y aseguró que las cuatro canciones de Madonna tenían el potencial de «elevarse» hacia lo más alto de las listas de éxitos. En su reseña para The New York Times, Stephen Holden lo nombró el álbum pop de la semana; en su comentario, llamó «pegadizos» a los temas de Club Nouveau y Scritti Politti y, con respecto a Madonna, quedó más complacido con las canciones que compuso junto con Leonard, especialmente «The Look of Love», a la que definió como «tan memorable como "Live to Tell"». Jim Zebora, del Record-Journal, admitió que escuchar «Who's That Girl» era un «placer», además de que «te atrapa y te hace mover», mientras que consideró a «Causing a Commotion» «tan buena como "Girl"». Sin embargo, desestimó «Step by Step» de Club Nouveau como una «balada aburrida». En cambio, Lindsey Haley, de La Opinión, denominó a «Step by Step» y «Turn It Up» como los únicos temas de la banda sonora «que nos invitan a seguir el ritmo con los pies», mientras que el equipo de redacción de Billboard, que incluyó a la banda sonora en la sección de lo más destacado de la semana, nombró a «Step by Step» como el mejor tema de los artistas invitados. Daniel Brogan, del Chicago Tribune, indicó que las pistas de Madonna estaban «a la altura de su nivel habitual», aunque carecían de la «diversidad musical y emocional de True Blue», su anterior disco de estudio. Aun así, eligió a «Causing a Commotion» como lo mejor del material.
Las críticas negativas se encaminaron hacia el trabajo de los artistas invitados en el álbum y a las canciones de Madonna, que sintieron que no representaban un trabajo destacable en su discografía. Sobre este último punto, Bill Lamb, de Dotdash, escribió que los temas no estaban entre los mejores trabajos de la intérprete, y Jim Farber, de Entertainment Weekly, que lo calificó con una «D», mencionó que la banda sonora, «aunque no es tan horrible como la película que la acompaña, no incluye nada destacable». No tan distante, con dos estrellas de cinco, Stephen Thomas Erlewine, de AllMusic, calificó a los otros artistas de «poco inspiradores» y comentó que las canciones de Madonna, especialmente «Who's That Girl» y «Causing a Commotion», no eran sus mejores sencillos, lo que lo convertía en su «álbum más flojo». Un redactor de RPM tachó las cuatro pistas de la intérprete de «malas», por mucho que tenían potencial para ser sencillos. Matthew Rettenmund la llamó una «colección mediocre» en la que, si bien destacan las canciones de Madonna, incluye «un montón de temas imposibles de escuchar de artistas que nunca llegaron a nada». De igual manera, Lucky Lara, de Manila Standard, lo denominó un «paquete mediocre» y Oggie Ramos, del mismo periódico, percibió que, así como se escuchaban «joyas minúsculas» en el disco, también había «pequeñas decepciones con números tan mal pensados como "24 Hours", "Turn It Up" y "Can't Stop"». Los editores de The Rolling Stone Album Guide le otorgaron dos estrellas de cinco y criticaron los «cinco fracasos olvidables de Club Nouveau y los otros artistas de rhythm pop de los pasados años ochenta». Más negativo fue Al Walentis, de Reading Eagle, quien sintió que ninguna de las pistas de la cantante era «tan fresca o emocionante» como sus anteriores trabajos «más atractivos». Más aún, comentó que no había «nada cercano a un clásico» en las contribuciones de los otros artistas en el álbum, a las que calificó «de relleno». Aletti, que observó que al menos la mitad de las canciones del álbum no estaban presentes en la película, opinó que incluso «las mejores de ellas son susceptibles de ser percibidas como relleno». Robert Christgau le concedió una «C-» y escribió: «De Scritti Politti y Coati Mundi uno espera un efecto más astuto, pero son desconocidos, y desconocidos multiplicado por banda sonora es igual a trabajo por contrato. Para su propia película, sin embargo, el icono pop más puro de la década debería hacer algo mejor que unas canciones de segunda, o apenas eso, peor aún». Tony Power, de Blender, le otorgó solo una estrella de cinco y la nombró una banda sonora «insípida y poco convincente para una película de comedia mediocre». El autor sintió que incluso el tema homónimo fue mejor que las contribuciones de los invitados: «El soso Duncan Faure, los inútiles Club Nouveau y Scritti Politti, que ya habían superado su breve momento de gloria». El biógrafo David James aseguró que el álbum al final «no fue lo que los admiradores esperaban», comentario similar de Music & Media, que aclaró que resultó «un poco decepcionante para los fanáticos» dada las pocas canciones interpretadas por ella. Ed Blank de The Pittsburgh Press concluyó que la única razón por la que se creó la banda sonora fue solo para mostrarla en la película.
Otro de los puntos que la crítica desaprobó fue que las canciones de Madonna sonaban igual a sus anteriores trabajos. Ese fue el análisis de Ramos de Manila Standard que, si bien lo describió como un álbum «alocado, agradable y muy divertido de escuchar», esperó una «transformación» por parte de la cantante de la misma manera que se «metamorfoseó» en años anteriores para cada uno de sus discos. Joe Brown de The Washington Post afirmó que las canciones parecían más descartes de True Blue y añadió que, aunque Bray aportaba su «habitual esmero en la producción», sus ritmos se estaban «convirtiendo en una fórmula». Vince Aletti de Rolling Stone sintió que la cantante no se estaba arriesgando en estas canciones y expresó que resultaban «familiares al instante, casi predecibles», ya que se trataban de producciones con su ritmo «característico», es decir, «sin revelaciones, sin desviaciones, sin rarezas». Por último, Lindsey Haley de La Opinión, que no quedó impresionada con la banda sonora, también notó que el mayor problema era que el estilo musical de la cantante no difería y todas sus canciones sonaban «a lo mismo»; agregó: «Quizá sea demasiado exigente, pero me gusta notar el crecimiento de un artista y Madonna no está creciendo. Ha patentado un sonido que con el tiempo resultará demasiado rígido y aburrido incluso para sus seguidores más fervientes. Pero, mientras es popular, "demos a la niña su propia película, sí, hagamos otro álbum. No suena muy distinto, por qué exponernos. La música se vende justamente como es"».

### Reconocimientos
Anne Thompson, del periódico neozelandés The Press, clasificó a Who's That Girl como la cuarta banda sonora más exitosa de 1987, y Kerry Day, periodista editora de Cash Box, la ubicó en el segundo lugar de los mejores discos de 1987, solo por detrás de You Can Dance, un recopilatorio de remezclas de Madonna publicado a finales de ese mismo año. No obstante, también estuvo entre los peores álbumes de la temporada en las encuestas anuales de los lectores de la revista argentina Pelo y de la británica Smash Hits. En la trigésima edición de los Best Seller Awards, llevada a cabo en marzo de 1988 y organizada por la National Association of Recording Merchandisers (NARM), el material obtuvo una nominación en la categoría de banda sonora de película o serie de televisión más vendida, aunque perdió el premio ante Dirty Dancing.
En la Encyclopedia of World Biography (1998), los autores explicaron que, a diferencia de la película que fue «ampliamente ignorada», tanto la banda sonora como la gira gozaron de éxito comercial, observación que compartió el equipo de redacción de la revista británica Classic Pop. Taraborrelli mencionó que el éxito de los sencillos y del disco resultaron «rentables» para todos los involucrados, entre ellos Warner Bros. Records, que había conseguido «grandes ventas con una compilación que era, básicamente, una presentación para sus artistas de menor éxito, es decir, los propios artistas y productores, la mayoría de los cuales nunca había participado en un proyecto tan exitoso, ni antes ni después». En total, Who's That Girl ha vendido seis millones de copias en todo el mundo.

## Lista de canciones
| Who's That Girl — edición en vinilo (lado uno) |                                                  |                                                   |                           |          |  |
| N.º                                            | Título                                           | Escritor(es)                                      | Productor(es)             | Duración |  |
| 1.                                             | «Who's That Girl» (interpretada por Madonna)     | Madonna Patrick Leonard                           | Madonna Leonard           | 3:58     |  |
| 2.                                             | «Causing a Commotion» (interpretada por Madonna) | Madonna Stephen Bray                              | Madonna Bray              | 4:20     |  |
| 3.                                             | «The Look of Love» (interpretada por Madonna)    | Madonna Leonard                                   | Madonna Leonard           | 4:03     |  |
| 4.                                             | «24 Hours» (interpretada por Duncan Faure)       | Mary Kessler Joey Wilson                          | Bray                      | 3:38     |  |
| 5.                                             | «Step by Step» (interpretada por Club Nouveau)   | Jay King Denzil Foster Thomas McElroy David Agent | King Foster McElroy Agent | 4:43     |  |

| Who's That Girl — edición en vinilo (lado dos) |                                                           |                                   |                                      |          |  |
| N.º                                            | Título                                                    | Escritor(es)                      | Productor(es)                        | Duración |  |
| 6.                                             | «Turn It Up» (interpretada por Michael Davidson)          | Michael Davidson Frederic Mercier | Stock, Aitken & Waterman             | 3:56     |  |
| 7.                                             | «Best Thing Ever» (interpretada por Scritti Politti)      | Green Gartside David Gamson       | Gartside Gamson John «Tokes» Potoker | 3:51     |  |
| 8.                                             | «Can't Stop» (interpretada por Madonna)                   | Madonna Bray                      | Madonna Bray                         | 4:45     |  |
| 9.                                             | «El coco loco (So So Bad)» (interpretada por Coati Mundi) | Coati Mundi Hernandez             | Hubert Eaves III                     | 6:22     |  |
| 39:48                                          |                                                           |                                   |                                      |          |  |

## Posicionamiento en listas
| País/Continente | Lista (1987)                | Posición más alta |
| --------------- | --------------------------- | ----------------- |
| Alemania        | Offizielle Deutsche Charts  | 1                 |
| Argentina       | CAPIF                       | 1                 |
| Australia       | Kent Music Report           | 24                |
| Austria         | Ö3 Austria                  | 5                 |
| Brasil          | Tremendáo Discos            | 3                 |
| Canadá          | RPM Top 100 Albums          | 4                 |
| Canadá          | The Record                  | 6                 |
| España          | AFYVE                       | 4                 |
| Estados Unidos  | Billboard 200               | 7                 |
| Estados Unidos  | Billboard Top Compact Disks | 11                |
| Estados Unidos  | Cash Box Top 200 Albums     | 8                 |
| Estados Unidos  | Cash Box Top Compact Discs  | 7                 |
| Europa          | European Hot 100 Albums     | 1                 |
| Finlandia       | Suomen virallinen lista     | 2                 |
| Francia         | SNEP                        | 2                 |
| Islandia        | Tónlist                     | 4                 |
| Italia          | Musica e dischi             | 1                 |
| Japón           | Music Labo                  | 5                 |
| Japón           | Oricon International Albums | 1                 |
| Noruega         | VG-lista                    | 2                 |
| Nueva Zelanda   | RMNZ                        | 6                 |
| Países Bajos    | MegaCharts                  | 1                 |
| Reino Unido     | UK Albums Chart             | 4                 |
| Reino Unido     | Compact Disc Digital Audio  | 4                 |
| Reino Unido     | Disco Top Albums            | 6                 |
| Suecia          | Sverigetopplistan           | 4                 |
| Suiza           | Schweizer Hitparade         | 4                 |

| País        | Lista 2018-2022                  | Posición más alta |
| ----------- | -------------------------------- | ----------------- |
| Croacia     | HDU                              | 4                 |
| Hungría     | Album Top 40                     | 36                |
| Reino Unido | Official Compilations Chart      | 57                |
| Reino Unido | Official Soundtrack Albums Chart | 9                 |
| Reino Unido | Official Vinyl Albums Chart      | 16                |

| País/Continente | Lista (1987)                    | Posición |
| --------------- | ------------------------------- | -------- |
| Alemania        | Offizielle Deutsche Charts      | 20       |
| Austria         | Ö3 Austria                      | 26       |
| Canadá          | RPM Top 100 Albums              | 37       |
| Estados Unidos  | Billboard Pop Album Soundtracks | 5        |
| Estados Unidos  | Cash Box Top 50 Pop Albums      | 30       |
| Estados Unidos  | Cash Box Top Soundtracks        | 3        |
| Europa          | European Hot 100 Albums         | 18       |
| Francia         | SNEP                            | 15       |
| Noruega         | VG-lista                        | 8        |
| Países Bajos    | MegaCharts                      | 14       |
| Reino Unido     | UK Albums Chart                 | 41       |
| Suiza           | Schweizer Hitparade             | 29       |
| País/Continente | Lista (1988)                    | Posición |
| Estados Unidos  | Billboard Pop Album Soundtracks | 8        |

## Certificaciones y ventas
| País (organismo certificador) | Certificación | Unidades certificadas / Ventas estimadas |
| ----------------------------- | ------------- | ---------------------------------------- |
| Alemania (BVMI)               | Oro           | 250 000                                  |
| Brasil                        | —             | 250 000                                  |
| Canadá (CRIA)                 | 3× Platino    | 300 000                                  |
| España (AFYVE)                | Platino       | 100 000                                  |
| Estados Unidos (RIAA)         | Platino       | 1 000                                    |
| Francia (SNEP)                | 2× Platino    | 668 300                                  |
| Hong Kong (IFPI Hong Kong)    | Platino       | 15 000                                   |
| Italia (AFI)                  | 2× Platino    | 450 000                                  |
| Japón                         | —             | 111 350                                  |
| Nueva Zelanda (RMNZ)          | Oro           | 7500                                     |
| Países Bajos (NVPI)           | Oro           | 50 000                                   |
| Reino Unido (BPI)             | Platino       | 300 000                                  |
| Suiza (IFPI Suiza)            | Oro           | 25 000                                   |
| Sumario                       |               |                                          |
| Mundo                         | —             | 6 000                                    |

## Créditos y personal
- David Agent: producción
- Stephen Bray: composición, producción
- Club Nouveau: artista principal, voz
- Michael Davidson: artista principal, voz
- Hubert Eaves III: producción
- Duncan Faure: artista principal, voz
- Denzil Foster: composición, producción
- David Gamson: composición, producción
- Green Gartside: composición, producción
- Jay King:	composición, producción
- Greg Ladanyi: mezcla
- Patrick Leonard: composición, producción
- Madonna: artista principal, voz, composición, producción
- Thomas McElroy: composición, producción
- Coati Mundi: artista principal, voz
- Michael Ostin: coordinación de producción
- Johnny Potoker: producción
- Scritti Politti: artista principal, voz
- Stock, Aitken & Waterman: producción
- JoAnn Tominaga: coordinación de producción
- Michael Verdick: masterización

Créditos adaptados de las notas del álbum y de AllMusic.